# I Hope
I Hope ist ein Lied von der britischen Sängerin Rebecca Ferguson. Das Lied wurde in Großbritannien am 1. Dezember 2013 als Haupt-Single ihres zweiten Studioalbums, Freedom, veröffentlicht.

## Hintergrund
Im November 2012, sagte Ferguson, dass sie nach ihrer US-Tour, früh im Jahre 2013, ins Studio zurückkehren wolle, um ein Lied für ihr zweites Album, welches für Ende selben Jahres bestimmt war, zu schreiben. Ferguson beschrieb ihr eigenes Album, Freedom, als „mächtiger und bissiger, als dessen Vorgänger“. Im Juli 2013 veröffentlichte die Sängerin auf Twitter eine Reihe von Tweets über ihren Stolz über ihr nun fertiggestelltes Album und, dass das Album „eine Herausforderung in der Produktion“ gewesen sei. Sie twitterte außerdem, dass sie einige Lieder über ihre Kinder schrieb. Währenddessen regelte Ferguson einen Streit mit ihrem Management Modest! Management, nachdem sie es als „widerlich“ bezeichnet hatte, da es ihr zeitweise den Kontakt zu ihren Kindern abschnitt. Ferguson und ihr Management regelten Rechtsstreitigkeiten, aufgrund einer unbekannten Geldsumme. Am 10. Oktober 2013 gab Ferguson preis, dass ihre Single letztendlich „I Hope“ heißen wird und, dass die Veröffentlichung ursprünglich für den 24. November, eine Woche vor der offiziellen Veröffentlichung, geplant sei. Die Premiere von I Hope fand am 14. Oktober 2013 statt.

## Musikvideo
Das zugehörige Musikvideo wurde offiziell am 21. Oktober 2013 uraufgeführt. Es zeigt, wie Ferguson in einem Apartment singt, während andere Personen in verschiedenen Verhältnissen ihre Liebe und ihren „Herzschmerz“ repräsentieren.

## Rezeption
Lewis Corner von Digital Spy verlieh dem Lied vier von fünf Sternen und fügte hinzu: 

„Musikalisch repräsentiert 'I Hope' Fergusons Vorliebe zu einer ruhigen Soul-Nummer, Ferguson hat allerdings lyrish mehr Feuer in ihrem Bauch. (Mit den Zeilen) „Cause after a time you realised that it ain’t easy/ 'Cause after a time you realised that you should've believed in me“ erzählt sie ihre vergängliche Wut, über ein schlechtes Verhältnis und über die Vergebung seiner Vernachlässigung. Fergusons rauchige Töne sind mit Schmerz gefärbt, allerdings mit neuem Trotz und einem Chart-werten Tempo in ihrer Besessenheit ausgestattet; sie brennt heller, als niemals zuvor.“